# 鄭沖
鄭沖（？—274年3月5日），字文和，滎陽郡開封人。漢末晉初人物。在曹魏官至太保，西晉官至太傅。

## 生平
鄭沖出身寒微，但專心鑽研經史，於是對儒術和諸子百家的思想都十分了解。曹丕當魏國太子時，曾經搜尋和舉薦地位卑微的有識之士，鄭沖被選為文學，後又歷任尚書郎和陳留太守。
曹芳繼位後，大將軍曹爽專政，任命鄭沖為從事中郎，後轉散騎常侍、光祿勳。嘉平三年（251年）十二月，鄭沖官拜司空。正元元年（254年）曹髦繼位，鄭沖曾親自教曹髦《尚書》，因而與侍中鄭小同都被賞賜。甘露元年十月，鄭沖轉任司徒。
景元元年（260年），曹奐即位。景元四年十二月庚戌日（264年2月3日），鄭沖官拜在三公之上的太保，又封壽光侯。鄭沖雖然在台輔之職，但都不參與政事決策。因鄭沖對經史有深入研究，故此後來司馬昭命賈充、羊祜等制定禮儀和律令，都要求他們必須先諮詢鄭沖的意見，然後才制定實行。
咸熙二年（265年），曹奐禪讓帝位給司馬炎，由鄭沖進獻禪讓書。西晉建立後，鄭沖任太傅，進爵壽光公。鄭沖、何曾、王祥、荀顗等不久都因年老疾病而少上朝會，御史中丞侯史光和司隸校尉李熹表奏應罷免他們的官職，但司馬炎都拒絕。後鄭沖多次要求退休又不獲准許。泰始九年（273年），鄭沖再次上表辭官，司馬炎於是讓他留在府第，保留如同太傅的地位，又不用上朝，每有大事才派人諮詢。除大加賞賜外又任命鄭沖世子鄭徽為散騎常侍。次年閏正月癸酉日（274年3月5日）鄭沖逝世，司馬炎在朝堂發哀，追贈太傅，又賜棺材、朝服、錢帛等。諡成公。

## 性格特徵
- 鄭沖雖然出身寒微，但他德高有德操，清靜少欲，因而能專心鑽研經書和史籍。鄭沖亦有優雅風道，舉動必定遵從禮節，率性自然，堅持自己操守。鄭沖又不要鄉里的稱譽，因而州郡都沒有對他給予禮遇。

## 家庭
- 鄭徽，鄭沖侄兒，因鄭沖無子，而被立世子，過繼予鄭沖。官至平原內史。

## 延伸阅读
[在维基数据编辑]
 《晉書·卷033》，出自房玄齡《晉書》

| 前任： 司馬孚 | 曹魏司空 250年－256年 | 繼任： 盧毓 |